# Zustandsbehaftung
In der Informatik beschreibt Zustandsbehaftung (englisch stateful) oder auch Zustandshaltend die Eigenschaft eines Protokolls oder Systems, Informationen über den eigenen Zustand zu speichern. Das Gegenteil von Zustandsbehaftung ist Zustandslosigkeit.

## Beispiele
Beispiele für Zustandsbehaftung sind zustandsbehaftete Session Beans sowie das File Transfer Protocol.
Zustandsautomaten sind ein Modell der Informatik für zustandsbehaftete Systeme.